# Pfarrkirche St. Lorenzen am Steinfeld

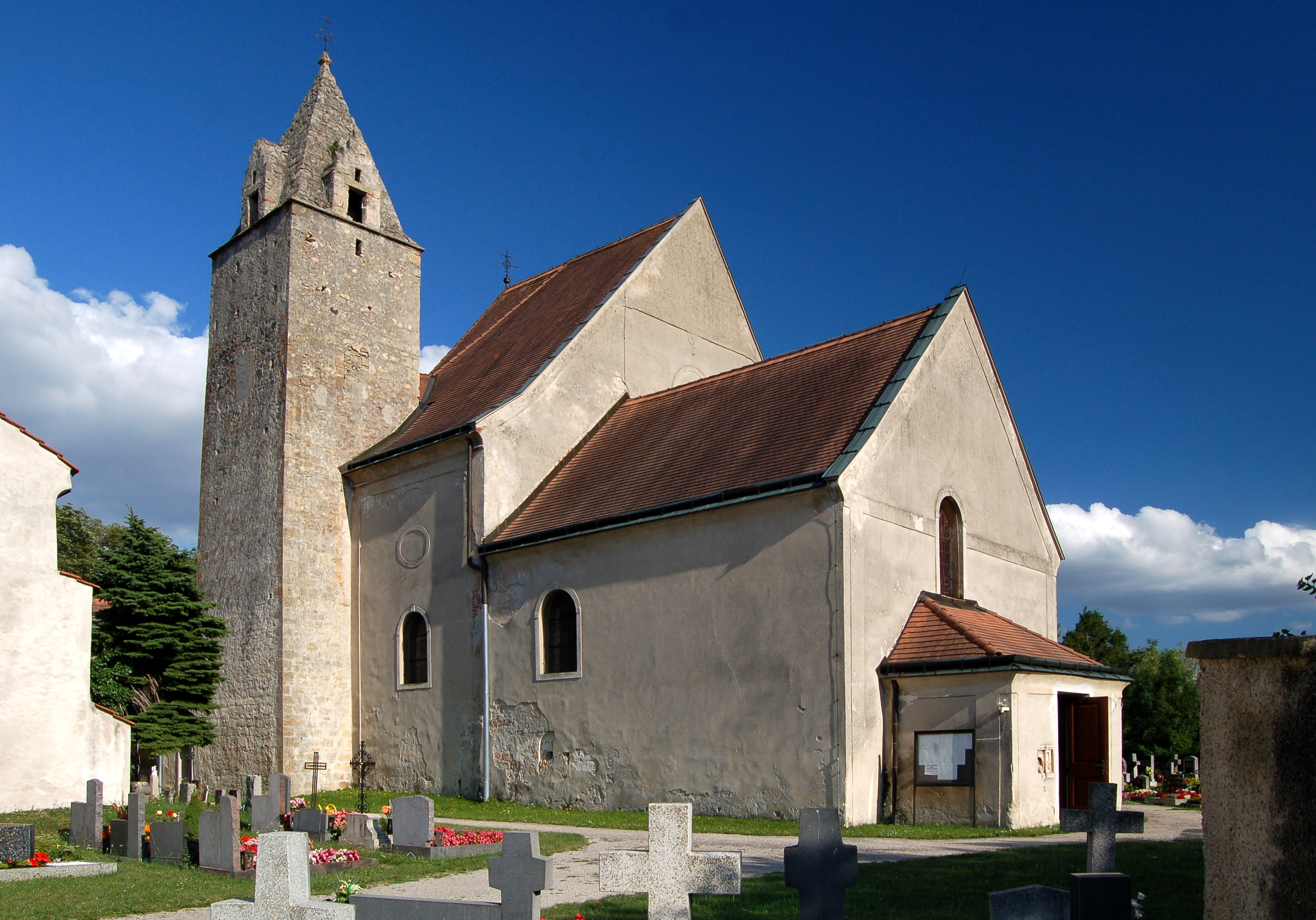
Katholische Pfarrkirche hl. Laurentius in St. Lorenzen am Steinfeld

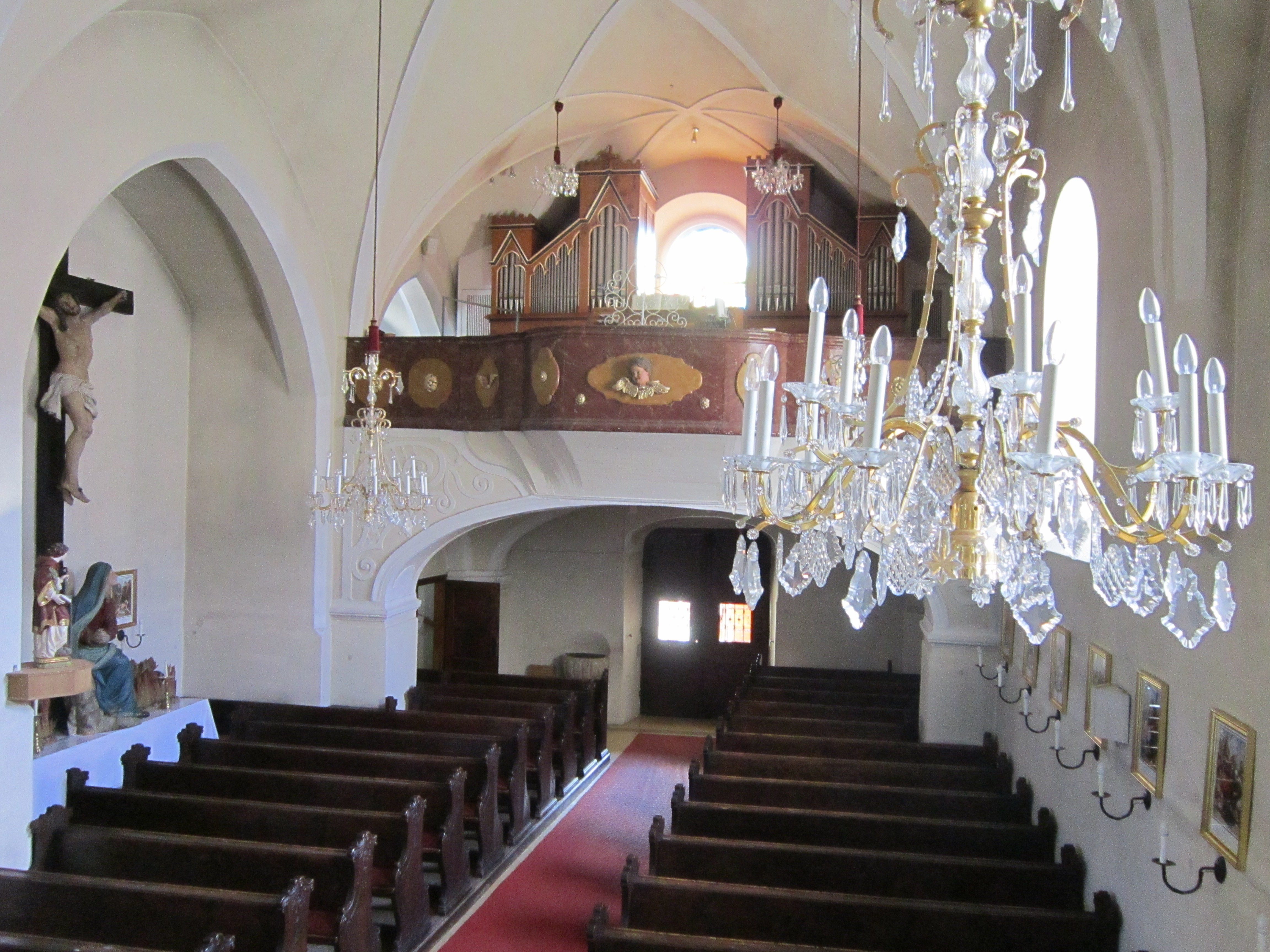
Im Langhaus zur Orgelempore

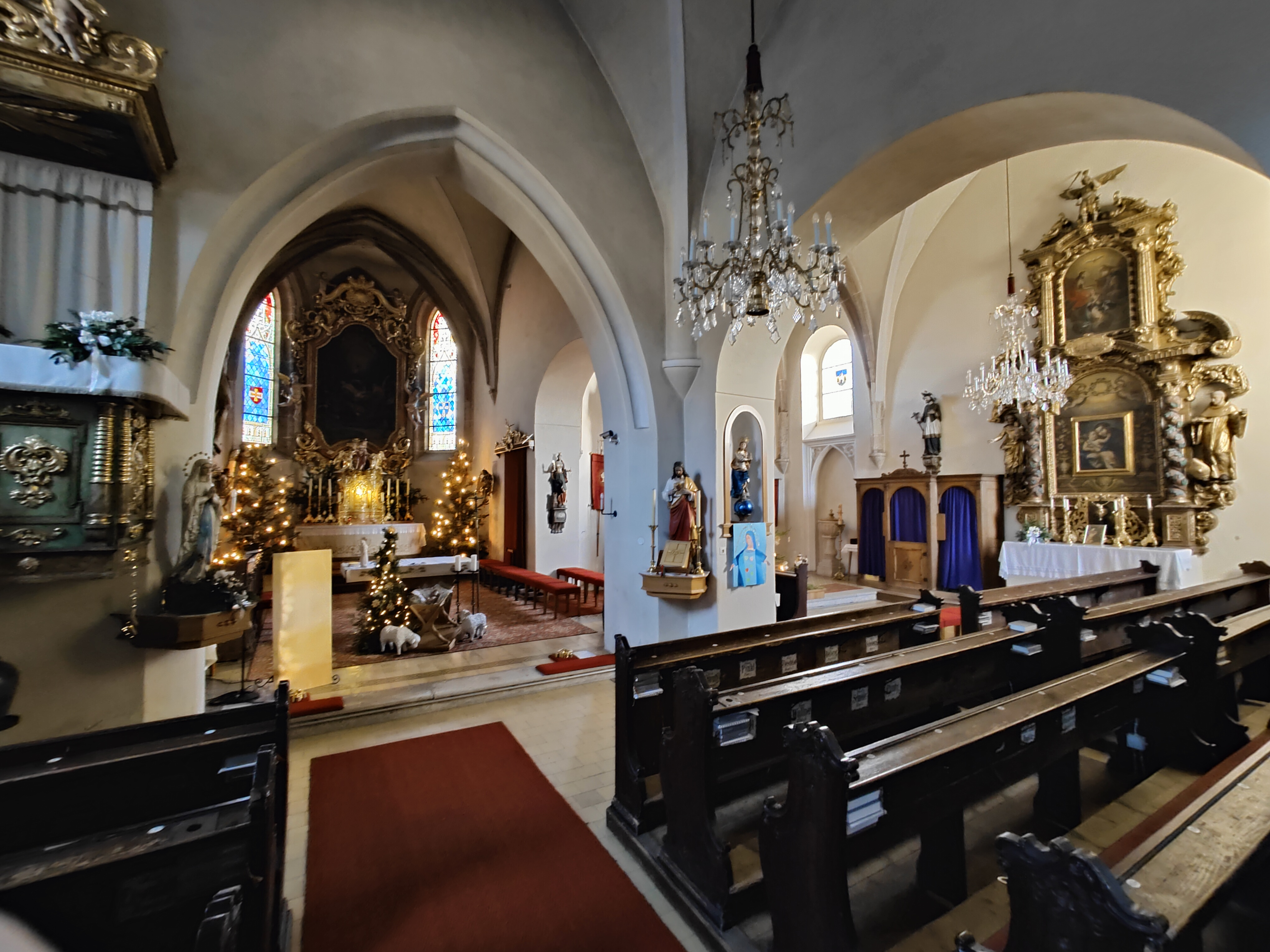
Kirche Inneres

Die römisch-katholische Pfarrkirche St. Lorenzen am Steinfeld steht im Dorf St. Lorenzen am Steinfeld in der Stadtgemeinde Ternitz in Bezirk Neunkirchen in Niederösterreich. Die dem Patrozinium hl. Laurentius unterstellte Pfarrkirche – dem Stift Heiligenkreuz inkorporiert – gehört zum Dekanat Neunkirchen in der Erzdiözese Wien. Die Kirche und der Friedhof mit den Umfassungsmauern stehen unter Denkmalschutz (Listeneintrag).

## Geschichte
Eine herrschaftliche Pfarrkirche existierte wahrscheinlich bereits vor 1158. Die Absteckung des romanischen Kirchenbaus mit einem Achsknick erfolgte für die Längsachse des Langhauses am Karfreitag 31. März 1206 und für die Längsachse des Chores am Ostersonntag 2. April 1206. Der gotische Chor und die gotische südliche Seitenkapelle sind aus dem 14. Jahrhundert. Das Langhaus – im Kern romanisch – wurde im 15./16. Jahrhundert verändert und 1750/1752 teilweise neu erbaut und mit einem Raumdurchbruch zur südlichen gotischen Kapelle geöffnet. Die Kirche wurde 1617 dem Stift Neukloster inkorporiert.

## Architektur
Die Kirche zeigt mit Turm, Langhaus, Chor und Kapelle eine gestaffelte Silhouette unter Satteldächern und glatten Giebeln. Das Langhaus zeigt sich schlicht mit barock ausgerundeten Fenstergewänden. Der Westfront wurde eine kleine barocke Vorhalle angebaut. In die Westfront sind zwei polychrome Steinreliefteile aus dem ersten Drittel des 16. Jahrhunderts als ehemalige Altartafeln eingemauert und zeigen einen geistlichen Stifter und einen hl. Bischof. Der Chor mit einem Fünfachtelschluss hat Strebepfeiler und zeigt eine schlichte Putzgliederung aus dem 18. Jahrhundert, an der Südseite mit 1751 bezeichnet, die gotischen Spitzbogenfenster haben gekehlte Laibungen, das mittige Fenster ist vermauert. Der quadratische sich nach oben verjüngende ungegliederte Nordturm besteht aus romanischem Quadermauerwerk und hatte ehemals romanische Biforen, darüber sind rundbogige Schallfenster, der Turm trägt einen gemauerten Steinhelm mit Lukarnen aus dem 15. Jahrhundert. Die südliche Kapelle mit einem Fünfachtelschluss hat Strebepfeiler und zeigt barock ausgerundete Fenster und Portal. Es gibt einen überdachten Abgang zu einer Gruft. In der Südwestecke von Langhaus und Südkapelle ist ein Spindeltreppenturm mit kleinen Rechteckfenstern aus dem 16. Jahrhundert angebaut. Im Nordosten in der Chorecke ist die zweigeschoßige Sakristei angebaut.

## Ausstattung
Im Chor ist ein Leinwandbild Martyrium des hl. Laurentius im originalen Rahmen aus der ersten Hälfte des 18. Jahrhunderts.
Die Orgel mit 16 Registern und klingendem Spieltisch baute Wolfgang Bodem (1996). Eine Glocke nennt Lorenz Selner 1678.